# Sammy Smyth (loyaliste)
Pour les articles homonymes, voir Smyth.
Samuel Smyth, né vers 1929 et mort le 10 mars 1976, est un militant loyaliste britannique d’Irlande du Nord. Membre fondateur de l’Ulster Defence Association (UDA), il a été le porte-parole de l’organisation et a par la suite été impliqué dans les tentatives de politisation du groupe ; il a notamment édité une feuille d'information Ulster Militant qui appelait à la guerre contre les républicains.
À la suite des attentats de Dublin et Monaghan le 17 mai 1974, où quatre voitures piégées explosent et provoquent 33 morts et 258 blessés, les groupes paramilitaires loyalistes nient toute implication ; cependant Sammy Smyth, en tant que porte-parole de l'UDA, déclare : « I am very happy about the bombings in Dublin. There is a war with the Free State and now we are laughing at them [Je suis vraiment content à propos de ces explosions à Dublin. Il y a une guerre avec l'État libre et maintenant nous rigolons d'eux] »
Il est assassiné à Belfast le 10 mars 1976 par l'IRA provisoire dans le cadre du conflit nord-irlandais,.